# Turlaki, Cetatea Albă
Turlaki (în ucraineană Випасне, transliterat: Vîpasne) este un sat în comuna Mologa din raionul Cetatea Albă, regiunea Odesa, Ucraina.

## Demografie
Componența lingvistică a localității Turlaki
     Ucraineană (90,53%)
     Rusă (7,04%)
     Română (1,2%)
     Alte limbi (0,77%)
Conform recensământului din 2001, majoritatea populației localității Turlaki era vorbitoare de ucraineană (90,53%), existând în minoritate și vorbitori de rusă (7,04%) și română (1,2%).